# 대구동변초등학교
대구동변초등학교는 대한민국 대구광역시 북구 동변동에 있는 공립 초등학교이다.

## 학교 연혁
- 2001년 7월 21일 대구동변초등학교 및 병설유치원 설립 계획 승인
- 2003년 2월 27일 본교 건물 준공
- 2003년 2월 27일 대구동변초등학교 및 병설유치원 설립 개교
- 2004년 3월 1일 초대 한성호 교장 부임, 일반학급 32학급 및 유치원 2학급 편성
- 2004년 11월 23일 동변기린도서관 개관
- 2005년 2월 17일 제1회 졸업식(24명)
- 2005년 3월 1일 일반학급 37학급 편성
- 2006년 3월 1일 일반학급 45학급 편성
- 2007년 3월 1일 일반학급 47학급 및 유치원 2학급 편성
- 2008년 3월 1일 일반학급 49학급 및 유치원 2학급 편성
- 2009년 9월 1일 조복단 교장 부임
- 2011년 3월 1일 47학급으로 편성(유치원 2학급, 종일반 2학급)
- 2012년 3월 2일 권점출 교장 부임
- 2012년 3월 2일 일반학급 48학급 및 유치원 2학급 편성
- 2012년 12월 31일 전국 100대 인성교육실천 최우수 학교 선정
- 2013년 3월 1일 48학급으로 편성(유치원 2학급, 종일반 2학급)
- 2014년 3월 1일 박규원 교장 부임
- 2014년 3월 1일 48(1)학급으로 편성(학습도움반 1학급, 유치원 2학급, 종일반 2학급)
- 2015년 3월 1일 46(1) 학급으로 편성(유치원 2학급, 종일반 2학급)
- 2016년 9월 1일 황미자 교장 부임
- 2017년 3월 1일 36(1) 학급으로 편성
- 2017 전국 100대 방과후학교 우수교 선정
- 2019년 3월 1일 신재구 교장 부임

## 학교 상징
- 교화 - 진달래 : 척박하고 환경이 좋지 않은 땅에서도 끈질긴 생명력을 가지고 아름답게 피어나는 진달래처럼 어려움을 이겨내고 올바르게 자라며 스스로 배우고 익혀서 자신과 인류에 기여하는 인간다운 인간으로 성장하는 동변 어린이를 상징함.
- 교목 - 소나무 : 비바람과 눈보라의 역경에서도 사철 변함없이 꿋꿋한 정기를 품은 푸른 소나무처럼 굳은 의지를 가지고 아름다운 큰 꿈을 실천하며, 민족의 얼을 이어받아 새롭고 조화로운 인간으로 성장하는 동변 어린이를 상징함.

## 참고 자료
- 대구동변초등학교 - 한국교육학술정보원 학교알리미